# Mike Torres
Michael Torres Cuevas (Barcelona, 24 november 1994) is een Spaans-Dominicaans basketballer.

## Carrière
Torres speelde het seizoen 2012/13 voor AE Santa Eulalia en het volgende seizoen bij AESC Ramon Llull. Torres speelde in het seizoen 2014/15 voor de Spaanse vierdeklasser CB Castelldefels. In 2015 maakte hij de overstap naar reeksgenoot CB Villarrobledo ook in de Spaanse vierde klasse. In 2016 ging hij spelen voor de Spaanse derdeklasser Albacete Basket waar hij een seizoen speelde. Hij speelde het seizoen 2017/18 voor de Spaanse tweedeklasser Básquet Coruña. Na een seizoen tekende hij bij CB Ciudad de Valladolid waar hij twee seizoenen speelde. 
Hij verliet de club in 2020 toen hij tekende bij de Spaanse eersteklasser Real Betis Baloncesto. In de zomer van 2021 speelde hij in de Dominicaanse Republiek voor Indios de San Francisco. Hij tekende daarna voor een maand bij de Belgische eersteklasser Union Mons-Hainaut. Hij speelde daarna nog in de NBA G-League bij het Mexicaanse Mexico City Capitanes. Hij keerde nadien terug naar Real Betis Baloncesto. In 2022 tekende hij opnieuw bij Real Valladolid Baloncesto in de Spaanse tweede klasse.
Hij verlengde in de zomer van 2023 bij de Spaanse club en deed dat ook voor de start van het seizoen 2024/25.

## Privéleven
Zijn broer Kevin Torres is ook een basketballer.